# Oiophysa pendergrasti
Oiophysa pendergrasti är en insektsart som beskrevs av Woodward 1956. Oiophysa pendergrasti ingår i släktet Oiophysa och familjen Peloridiidae. Inga underarter finns listade i Catalogue of Life.